# Westsächsische Hochschule Zwickau

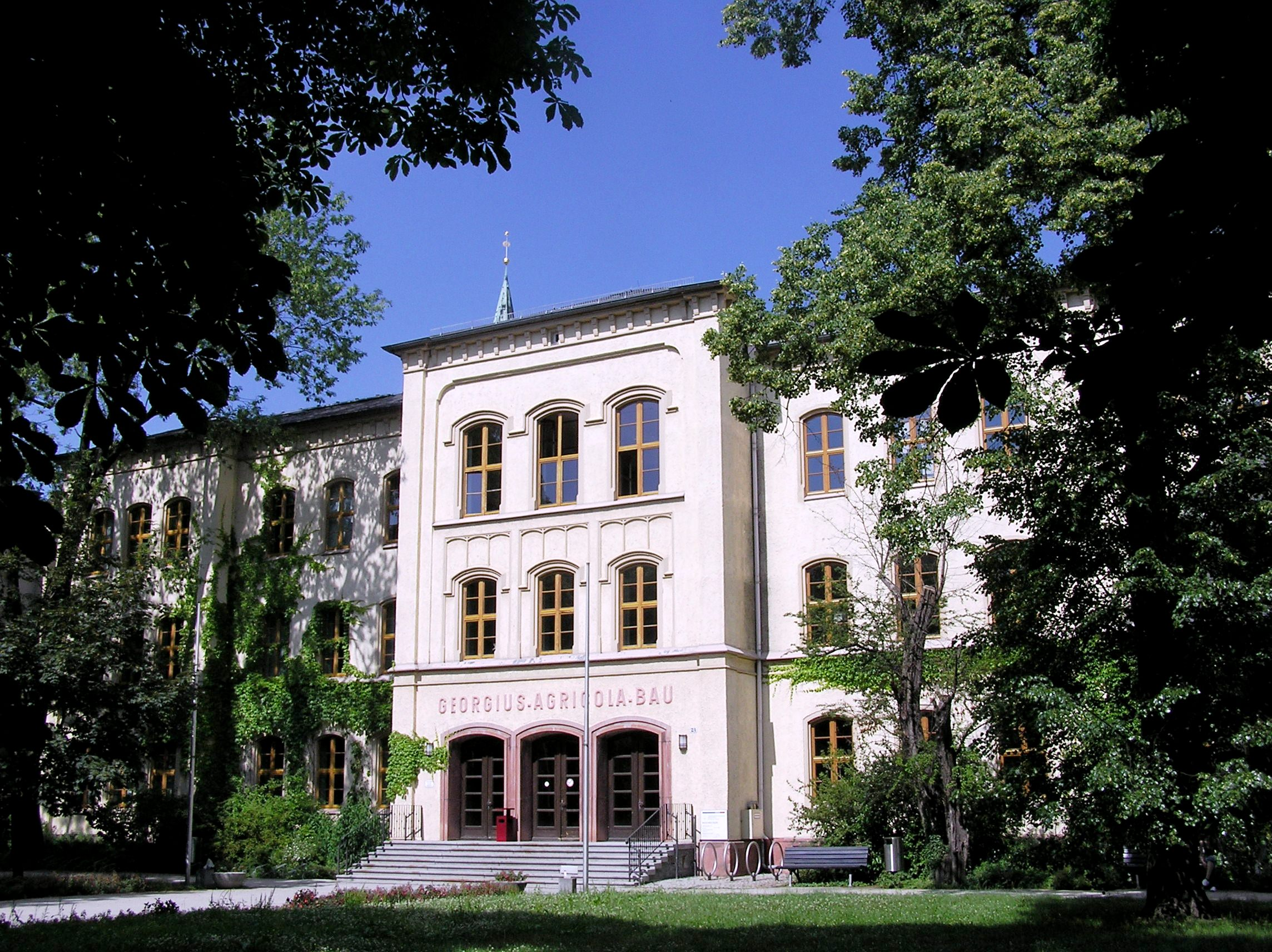
Georgius-Agricola-Bau am Dr.-Friedrichs-Ring

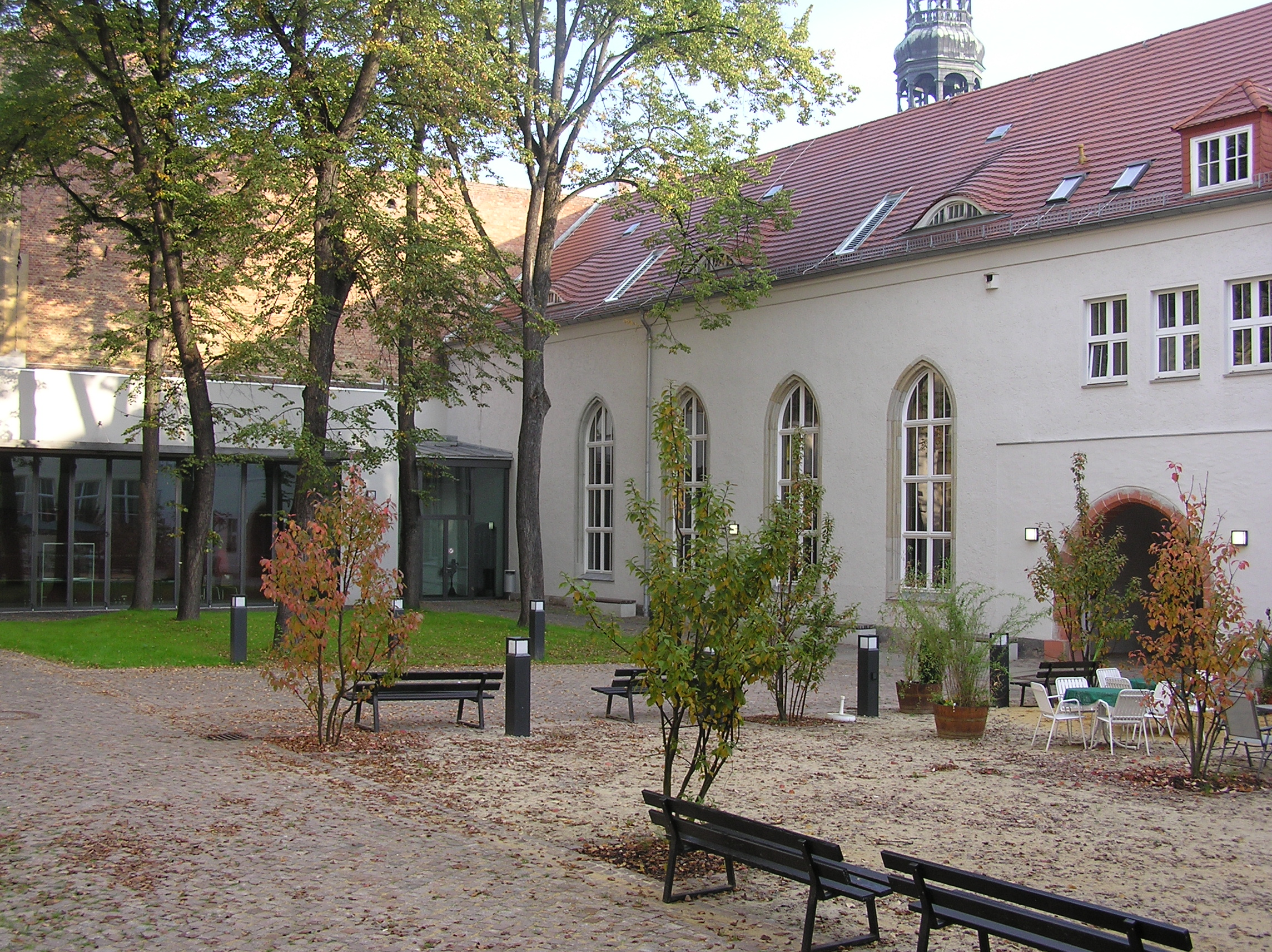
Aula und Innenhof der Westsächsischen Hochschule Zwickau. Areal einst Teil des Klosters Grünhain, dienten die Gebäude danach als Stadtschule, Gymnasium und Zwickauer Ratsschulbibliothek.

Die Westsächsische Hochschule Zwickau – Hochschule für angewandte Wissenschaften (WHZ – University of Applied Sciences Zwickau) ist eine Fachhochschule in Zwickau. Dazu gehören auch die Hochschuleinrichtungen in den südwestsächsischen Standorten Markneukirchen, Reichenbach im Vogtland und Schneeberg. An der Hochschule kann neben Bachelor- und Masterabschlüssen auch weiterhin der Abschluss Diplom-Ingenieur (FH) erworben werden. Studiengänge werden in den Bereichen Technik, Wirtschaft, Gesundheit, Sprachen und Angewandte Kunst angeboten.

## Geschichte

### Wurzeln

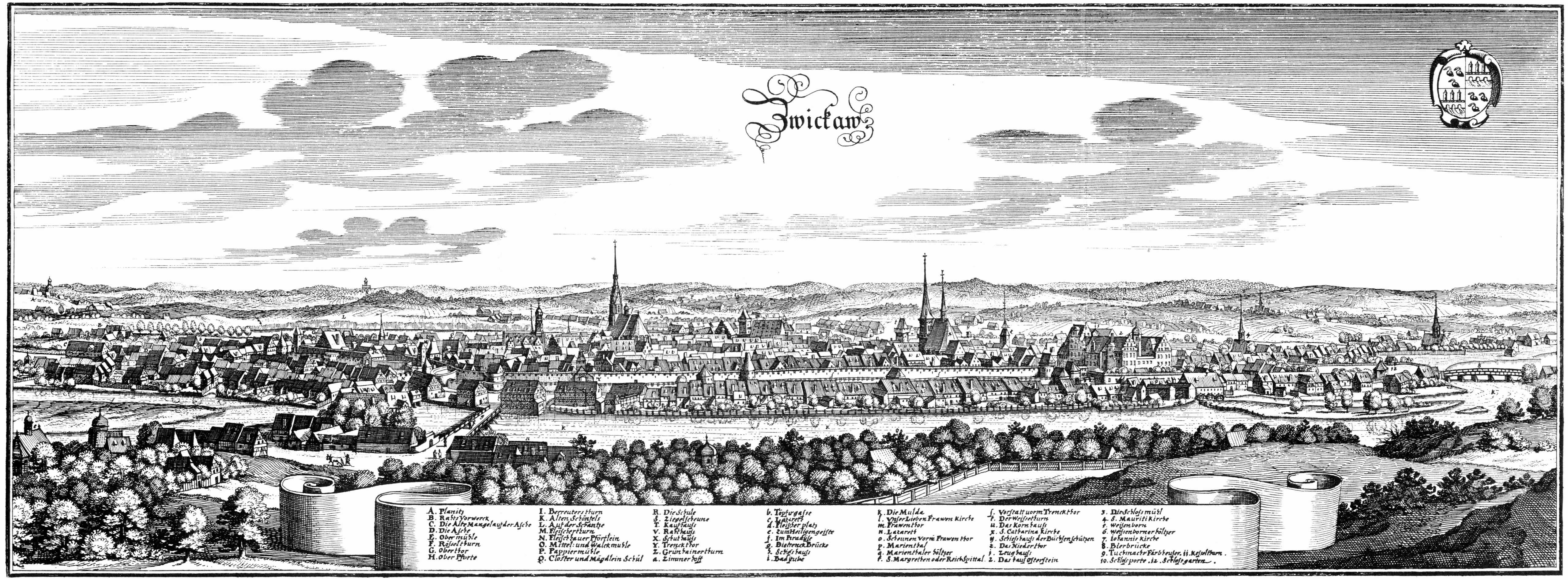
Die Lateinschule war schon in der Zeichnung von Matthäus Merian (um 1650) dargestellt.

Als wirtschaftliches, kulturelles, wissenschaftliches und politisches Zentrum Westsachsens verfügt Zwickau über eine lange Tradition höherer Bildung. 1290 wurde in der Stadt eine Lateinschule gegründet. Bereits gegen Ende des Mittelalters war Zwickau in Deutschland als Ort humanistischer Bildung bekannt; an der Zwickauer Ratsschule wurde Griechisch, Hebräisch und Latein gelehrt. Im 16. Jahrhundert wurde die höhere Bildung wesentlich durch den Naturforscher und Humanisten Georgius Agricola beeinflusst. Agricola war hier von 1519 bis 1522 Rektor und Lehrer der Griechisch- und Lateinschule Zwickau. Teile der Hochschule befinden sich noch heute auf dem Gelände der ehemaligen Lateinschule. Zwickau zählt damit zu den Städten mit der ältesten höheren Bildungstradition in Sachsen. Diese Traditionen der humanistischen Bildung werden in Zwickau durch die Westsächsische Hochschule weitergeführt.

### Bergingenieurschule Zwickau
Mit dem Beginn des 19. Jahrhunderts setzte in Südwestsachsen als Folge der industriellen Steinkohlenförderung und Verarbeitung eine rege Nachfrage nach technisch ausgebildeten Arbeitskräften ein. Im Sog der Ausweitung des Steinkohlenbergbaues hatte sich die Region Zwickau zu einem bedeutenden Standort des Maschinenbaus in Sachsen entwickelt. Folglich zog sich hier ein hoher Stand des Wissens und Könnens in den technischen und naturwissenschaftlichen Disziplinen aus der Region zusammen. Für die stürmische industrielle Entwicklung reichte eine Weitergabe von Fachwissen in den Meisterstuben der Betriebe nicht mehr aus. Die aufstrebende Industrie und Wirtschaft drängten auf Bildungseinrichtungen, die den wachsenden Bedarf an Ingenieuren und Technikern befriedigen konnten. 1828 wurde eine „Sonntagsschule für Gewerbetreibende“ eröffnet. Eine erste, 1850 durch den Markscheider Engelhard in Bockwa gegründete Bergschule hielt sich nicht lange. Doch schon 1862 begann die Bergschule Zwickau mit der technischen Ausbildung für den Steinkohlenbergbau. Nach dem Zweiten Weltkrieg wurde die Bergschule Zwickau 1949 in den Rang einer Bergingenieurschule erhoben.

### Ingenieurschule Zwickau

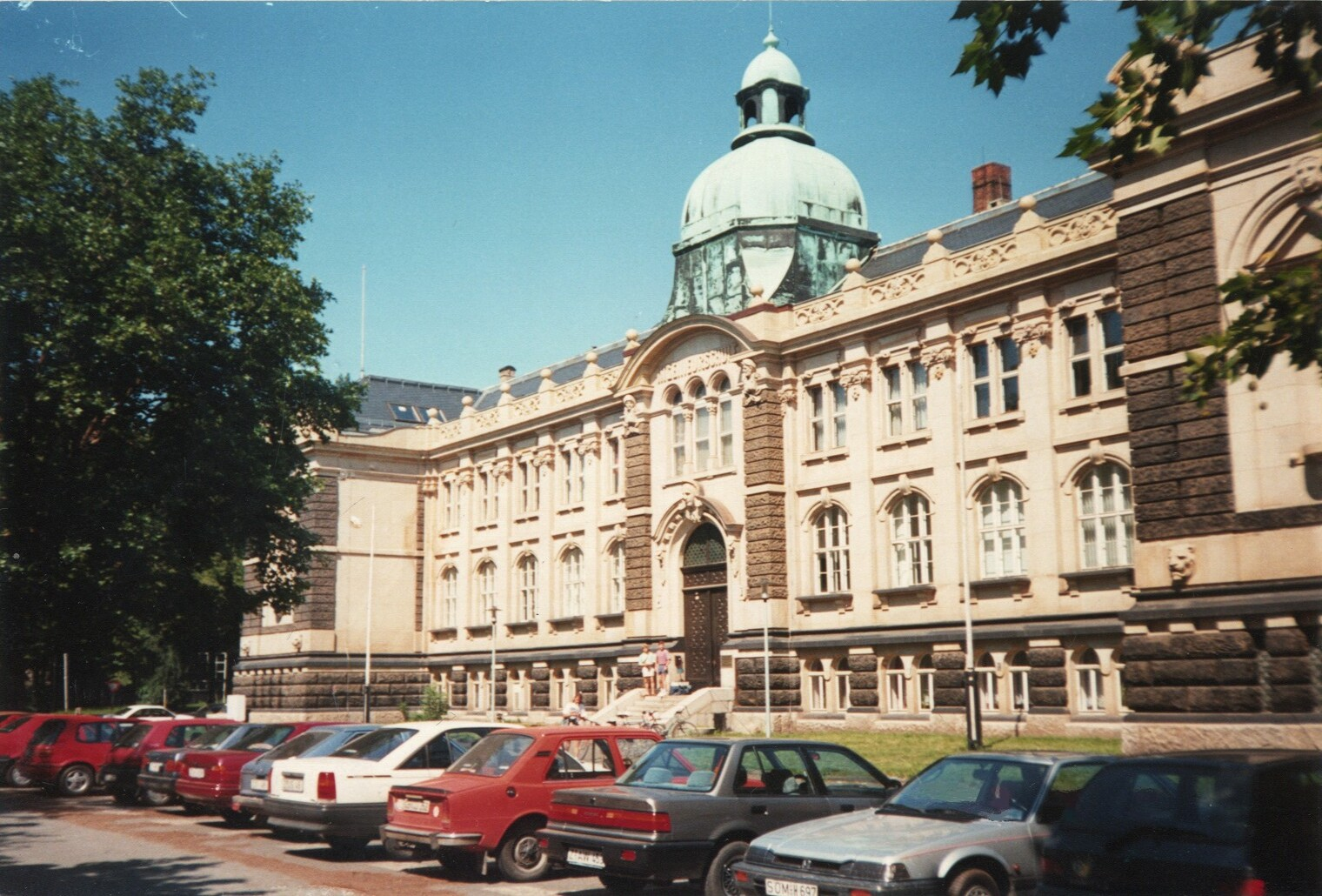
Ehemaliges Hauptgebäude der Ingenieurhochschule Zwickau im Jahr 1992. Heute Standort des Zwickauer Finanzamtes

1897 gründeten die Ingenieure Paul Kirchhoff und Leander Hummel unter Mitwirkung der Stadtgemeinde die „Ingenieurschule Zwickau“ (die spätere „Ingenieurschule für Kraftfahrzeugtechnik“). In Anwesenheit des sächsischen Königs Albert von Sachsen wurden Zweck und Ziele der Einrichtung formuliert:

„Sie (die Ingenieurschule Zwickau) ist eine höhere Fachschule für Maschinenbau, Elektrotechnik und verwandte Fächer: Ihre Aufgabe ist es, allen Zweigen der Industrie bestens vorgebildete, selbständig arbeitende Betriebsingenieure, Konstrukteure und technische Kräfte zur Verfügung zu stellen.“

### Technische Hochschule Zwickau
1965 kam es zum Zusammenschluss der „Bergingenieurschule Zwickau“ mit der „Ingenieurschule für Kraftfahrzeugtechnik“ zur „Ingenieurschule für Maschinenbau und Elektrotechnik Zwickau“. Nach der 3. DDR-Hochschulreform erhielt die Ingenieurschule das Promotionsrecht, das mit der Namensänderung in „Ingenieur-Hochschule Zwickau“ verbunden war. Schließlich wurde 1989 mit der Eingliederung der Fachschule für Ökonomie in Plauen und der Ingenieurschule für Anlagenbau in Glauchau die „Ingenieur-Hochschule Zwickau“ in den Rang einer Technischen Hochschule (TH Zwickau) erhoben. Mit der Auflösung der TH Zwickau und der Neugründung als HTW Zwickau gehören die Standorte in Plauen und Glauchau nicht mehr zur heutigen Hochschule.

### Pädagogische Hochschule Zwickau
Die Pädagogische Hochschule „Ernst Schneller“ Zwickau, deren Ursprung auf das 1912 in Zwickau gegründete Lehrerseminar zurückgeht, wurde 1959 als Pädagogisches Institut im Verbund mit Karl-Marx-Stadt gegründet. Die Schwerpunkte lagen auf Deutsch, Musik, Körpererziehung und Staatsbürgerkunde. Die Erhebung zur Pädagogischen Hochschule mit Promotionsrecht erfolgte 1973. Nachdem 1990 der Beiname abgelegt worden war, erfolgte 1992 die Angliederung an die TU Chemnitz, womit die Pädagogische Hochschule Zwickau keine Vorläufereinrichtung der heutigen Westsächsischen Hochschule Zwickau ist. Mit der Angliederung an die TU Chemnitz wurde der Standort der Pädagogischen Hochschule in Zwickau aufgegeben und der Lehrbetrieb nach Chemnitz verlagert. Der Campus Scheffelstraße wird seitdem durch die Westsächsische Hochschule Zwickau genutzt.

### Fachschule für angewandte Kunst Schneeberg

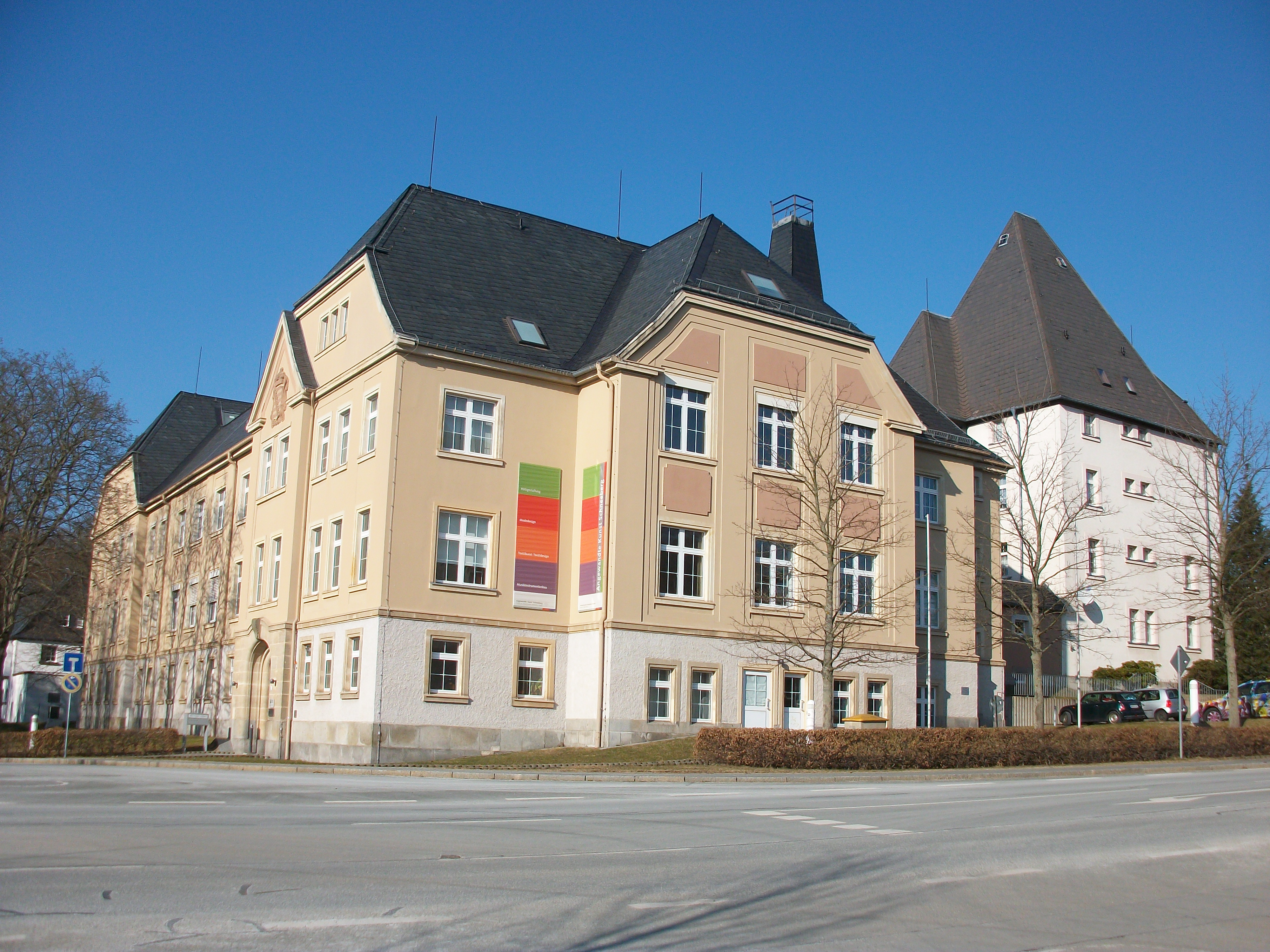
Fachbereich Angewandte Kunst in Schneeberg

Die Geschichte der heutigen Fakultät Angewandte Kunst Schneeberg geht auf die Gründung der Königlichen Spitzenklöppelmusterschule Schneeberg im Jahre 1878 zurück. 1921 wurde diese mit der 1881 gegründeten Königlichen Allgemeinen Gewerbezeichenschule zu Schneeberg und der 1908 gegründeten Königlichen Zeichenschule für Textilindustrie und Gewerbe zusammengeführt, welche aber ihre Namen mit Ausnahme der Bezeichnungen „königlich“, welche nun durch „staatlich“ ersetzt wurden, behielten. 1962 erfolgte die Bildung der Fachschule für angewandte Kunst Schneeberg, welche seitdem um die Studienmöglichkeit im Bereich der Holzgestaltung erweitert wurde. In den Jahren 1971 bis 1974 wurden die Fachgruppe Bekleidungsgestaltung eingerichtet und so die Profile des heutigen Studienprogramms geschaffen. Die Werkstätten der Abteilung Textilgestaltung befanden sich in Schlema. Ab 1979 fanden an der Schule im Zweijahres-Rhythmus Werkstatttage für Textilgestaltung statt. Veranstalter dieses für die DDR-Textilgestaltung wichtigen Symposiums war die Zentrale Arbeitsgruppe Textil der Sektion Kunsthandwerk/Formgestaltung des Verbands Bildender Künstler der DDR. Die Teilnehmerinnen erhielten für die etwa drei Wochen ihrer Teilnahme ein Stipendium von 1000 Mark. Verpflegung, An- und Abreise waren unentgeltlich. Für die Kinder wurden Kindergartenplätze bereitgestellt.
Zwischen 1986 und 1990 war der Formgestalter Karl Clauss Dietel Professor und Direktor der Fachschule. In seinen Wirkungszeitraum fiel 1988 auch die Einrichtung der Außenstelle der Fachschule in Markneukirchen, wo seitdem bis heute die Studienrichtungen im Bereich des Musikinstrumentenbaus angeboten werden. Die Fachschule für angewandte Kunst in Schneeberg mit der Fachrichtung Kunsthandwerk wurde 1992 als Fakultät Angewandte Kunst Schneeberg in die neu gegründete Hochschule für Technik und Wirtschaft Zwickau (FH) eingegliedert. Ab 2002 wurde an einer Außenstelle in Lichtenstein/Sa. ein Studiengang Holzbildhauerkunst angeboten, welcher jedoch 2007 nicht weitergeführt wurde. Zwischen 2010 und 2022 betrieb die Fakultät Angewandte Kunst Schneeberg zudem im Schloss Lichtenwalde eine Galerie, in welcher Arbeiten der Studierenden und Absolventen der Fakultät kuratiert und ausgestellt wurden.

### Ingenieurschule für Textiltechnik Reichenbach
Der Ursprung der Ingenieurschule für Textiltechnik Reichenbach geht auf die 1848 von Carl Bruno Weinhold gegründete Webschule zurück, welche an der damaligen Sonntagsschule in Reichenbach im Vogtland eingerichtet wurde. 1878 erfolgte die Umwandlung der Sonntagsschule in eine Fortbildungseinrichtung mit der Webschule als besondere Abteilung. Sie erhielt 1881 den Status einer selbstständigen Einrichtung mit einer eigenen Verwaltung. 1901 wurde der Einrichtung die Bezeichnung „Höhere Webschule“ verliehen und 1920 in „Sächsische Höhere Textilfachschule“ umbenannt. Sie entwickelte sich durch die Aufnahme weiterer Ausbildungen immer mehr zu einem Zentrum für Textilberufe in Sachsen und Thüringen. Mit dem Beginn der Ausbildung von Ingenieuren im Jahr 1932 wurde der Grundstein für die spätere Ingenieurschule gelegt. 1994 wurde die zwischenzeitlich zur „Ingenieurschule für Textiltechnik“ aufgewertete Einrichtung in die 1992 gegründeten Hochschule für Technik und Wirtschaft Zwickau (FH) eingegliedert. Seitdem werden am Standort Reichenbach Ingenieure im Bereich Textiltechnik und technische Textilien ausgebildet. Im April 2011 gab die sächsische Landesregierung bekannt, dass der Hochschulstandort Reichenbach zum 31. Dezember 2015 aufgegeben und das Studium im Bereich der Textiltechnik nach Zwickau verlagert werden soll. Durch einen nun erforderlichen Neubau in Zwickau verzögerte sich jedoch der vollständige Umzug. Dieser soll nun im Laufe des Jahres 2023 erfolgen.

## Westsächsische Hochschule Zwickau

### Gründung
1990 kam es zur Bildung eines gemeinsamen Großen Senats der Technischen und der Pädagogischen Hochschule Zwickau. Der Anspruch des Senats war die Vereinigung der beiden Hochschulen zu einer „kleinen und feinen Universität“. Zur Umsetzung dieses Begehrens fehlte in Dresden der politische Wille. Letztendlich kam es zur Abwicklung sowohl der Technischen als auch der Pädagogischen Hochschule Zwickau. Die Technische Hochschule Zwickau wurde 1992 geschlossen und zur Hochschule für Technik und Wirtschaft Zwickau (FH) zurückgestuft. Seither hat Zwickau seine Hochschulen mit Promotionsrecht verloren. Mit der 1994 erfolgten Eingliederung des Hochschulstandortes Reichenbach in den Wissenschaftsbetrieb gewann die Hochschule zunehmend an Bedeutung für das gesamte Gebiet Westsachsen. Dieser Entwicklung wurde 1996 mit der Umbenennung der HTW Zwickau in „Westsächsische Hochschule Zwickau (WHZ)“ Rechnung getragen. 1998 wurde in den zugehörigen Hochschulstandorten 120 Jahre Angewandte Kunst Schneeberg und 150 Jahre Textiltechnik-Studium in Reichenbach gefeiert. Derzeit sind rund 160 Professoren für rund 2900 Studierende in mehr als 50 Studiengängen in Lehre und angewandter Forschung zuständig.

### Lage
Hauptstandort der Hochschule ist die Stadt Zwickau. Im vogtländischen Reichenbach befindet sich das Institut für Textil- und Ledertechnik, die Fakultät Angewandte Kunst hat ihren Sitz in Schneeberg. Zu dieser Fakultät gehört auch die Außenstelle in Markneukirchen, an der der Studiengang Musikinstrumentenbau gelehrt wird.
In Zwickau hat die Hochschule zwei Standorte: Den Campus Innenstadt am Dr.-Friedrichs-Ring und den Campus Scheffelstraße in Zwickau-Eckersbach.
Der Hauptsitz der Hochschule befindet sich in unmittelbarer Nähe des Landgerichts am Dr.-Friedrichs-Ring 2a im Stadtzentrum. Von hier aus sind die neue Hochschulbibliothek, das Wohnheim und die Labor- und Fakultätsgebäude an der Äußeren Schneeberger Straße, an der Peter-Breuer-Straße und am Kornmarkt zu Fuß gut erreichbar. Auf dem Innenstadt-Campus haben die Fakultäten Automobil- und Maschinenbau, Elektrotechnik, Physikalische Technik/Informatik und unterschiedliche Institute ihren Sitz.

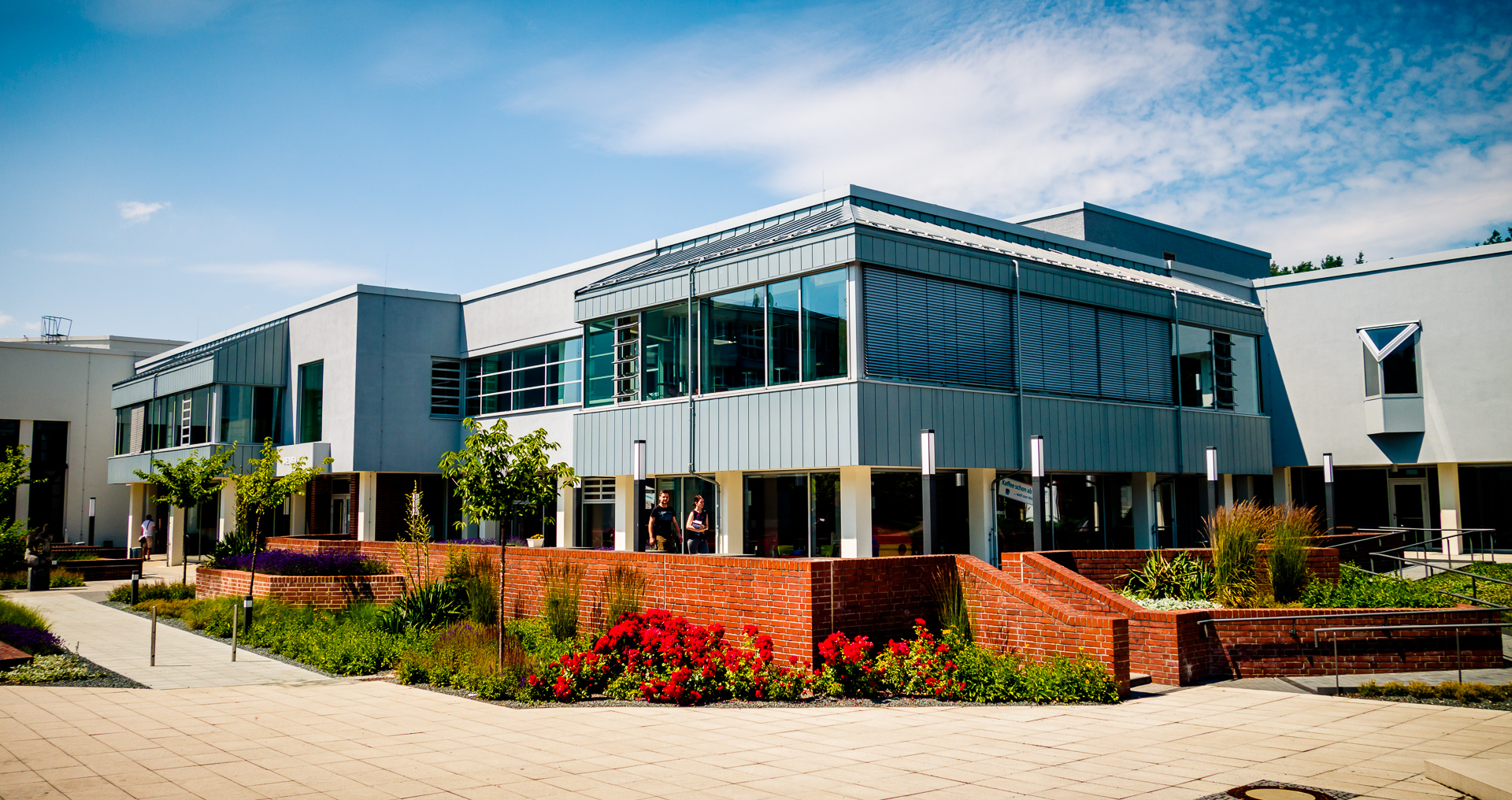
Hörsaalzentrum auf dem Campus Scheffelstraße

Auf dem Campus Scheffelstraße, auf dem sich zuvor die Pädagogische Hochschule Zwickau befand, verfügen die Fakultäten Kraftfahrzeugtechnik, Gesundheits- und Pflegewissenschaften, Wirtschaftswissenschaften, Angewandte Sprachen und Interkulturelle Kommunikation sowie die dazugehörigen Institute über ein großzügiges Areal.
Das 1897 errichtete Gebäude der Ingenieurschule in der Zwickauer Lessingstraße war bis 2004 Hauptgebäude der Hochschule. Da an dieser Stelle keine Erweiterungsmöglichkeiten bestanden, konnte das Gebäude nicht länger durch die Hochschule genutzt werden. Teile der ehemals hier ansässigen Fachbereiche wurden auf dem Campus Scheffelstraße untergebracht. 2008 erfolgte auf dem Campus Scheffelstraße die Einweihung des Forum mobile. Hier sind auch die Ahnen des Zwickauer Automobilbaus bis hin zum PKW Trabant zu einer Ausstellung zusammengestellt.
Seit 2010 ist in dem ehemaligen Hauptgebäude der Hochschule in der Lessingstraße das Zwickauer Finanzamt untergebracht. Der Schriftzug über dem Eingangsportal und eine Stele im Außenbereich erinnern an die mehr als hundertjährige Nutzung des Hauses für die Ausbildung von Ingenieuren in Zwickau.

### Studium
Im Wintersemester 2021/2022 wurden mehr als 50 Studiengänge in den Kernbereichen Technik, Wirtschaft, Gesundheit, Sprachen und Angewandte Kunst angeboten.
Im technischen Bereich ist der Ausbildungsschwerpunkt nach wie vor eng mit dem Thema Automobil verbunden. So befassen sich an der Zwickauer Hochschule die Studiengänge Kraftfahrzeugtechnik, Kraftfahrzeugelektronik, Automobilproduktion und Verkehrssystemtechnik mit verschiedenen Bereichen des automobilen Verkehrs. Darüber hinaus bietet die Hochschule neben klassischen Ingenieursstudiengängen wie Maschinenbau, Elektrotechnik und Physikalische Technik auch Studiengänge im Bereich Digitalisierung wie Informatik, Data Science und Digital Health an.
Die meisten Studierenden der Westsächsischen Hochschule Zwickau sind an der Fakultät Wirtschaftswissenschaften eingeschrieben, die die grundständigen Studiengänge Betriebswirtschaft, Management und Wirtschaftsingenieurwesen sowie zahlreiche Master- und berufsbegleitende Studiengänge anbietet.
Daneben werden zahlreiche Studiengänge zum Thema Gesundheit mit den Bereichen Gesundheitsmanagement, Pflegemanagement und Biomedizinische Technik sowie zu den Themen Sprachen, Kultur und Projektmanagement angeboten.
Die zur WHZ gehörende Fakultät Angewandte Kunst in Schneeberg bildet Gestalter für Kunsthandwerk und Design in den Studiengängen Produktdesign/Holzgestaltung, Modedesign, Textildesign/Textilkunst und Musikinstrumentenbau aus. Im Hochschulteil Reichenbach im Vogtland befinden sich die Labore des Studiengangs Textile Strukturen und Technologien des Institutes für Textil- und Ledertechnik (ITL). Dort gibt es die Studienrichtungen Funktionale Textilien und Textil- und lederbasierte Automobilkomponenten.
Die Westsächsische Hochschule Zwickau pflegt Beziehungen zu mehr als 100 Universitäten und Hochschulen innerhalb und außerhalb Europas. Die Kontaktpflege erfolgt durch den Austausch von Lehrkräften und Studenten im Rahmen von Lehr-, Studien- und Forschungsprojekten. Studienabschnitte im Ausland können auch mit internationalen Abschlüssen wie Bachelor, Master, Doppeldiplom oder einem Euro-Zertifikat abgeschlossen werden.
Die enge Kooperation mit der regionalen Wirtschaft in Lehre und Forschung, Pflichtpraktika in den Bachelor- und Diplomstudiengängen, duale Studienangebote und die Unterstützung der Studierenden beim Übergang in den Arbeitsmarkt durch einen eigenen Career Service sind dabei besondere Merkmale des praxisbezogenen Studiums an der Hochschule.

### Forschung

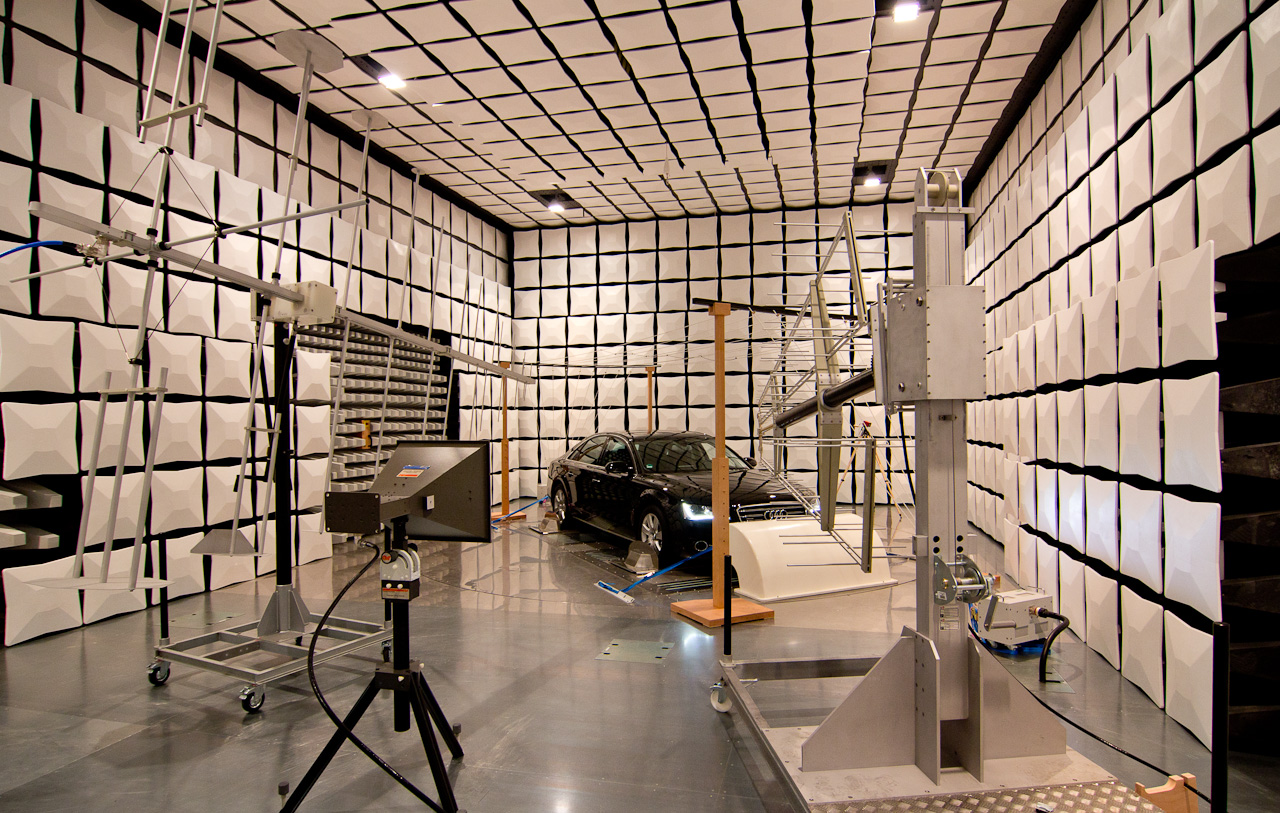
Im EMV-Labor der WHZ werden Kraftfahrzeuge auf elektromagnetische Verträglichkeit hin untersucht.

Die Westsächsische Hochschule Zwickau warb 2018 Projekte im Umfang von 11,3 Millionen Euro und 2024 in Höhe von 14,8 Millionen Euro ein. Einen Großteil der Forschungseinnahmen erwirtschaftete sie aus Forschungsaufträgen der regionalen und überregionalen Industrie. Zu den Hauptauftraggebern gehören u. a. alle deutschen Automobilhersteller und überregionale Zulieferer sowie eine Vielzahl von Firmen aus dem Maschinen- und Anlagenbau. Um einen umfassenden Überblick über aktuelle Forschungsvorhaben zu gewährleisten, betreibt die Hochschule ein frei zugängliches Forschungsinformationssystem.
Auf der Basis ihrer Forschungsaktivitäten besitzt die Westsächsische Hochschule Zwickau fünf Forschungsprofile:
- Fahrzeug und Produktion,
- Energie und Infrastruktur,
- Cyber Physical Systems und Digitalisierung,
- Gesundheit[27] und Medizintechnik,
- Nachhaltigkeit und Interkulturalität.

Die wissenschaftlichen Leistungen der WHZ werden in den folgenden Instituten und Forschungszentren gebündelt:
Institute
- ITL – Institut für Textil- und Ledertechnik
- IfP – Institut für Produktionstechnik
- IfM – Institut für Maschinenentwicklung
- IKT – Institut für Kraftfahrzeugtechnik
- IEV – Institut für Energie und Verkehr
- LIAN – Leupold-Institut für Angewandte Naturwissenschaften
- IfB – Institut für Betriebswirtschaft
- IMI – Institut für Management und Information

An-Institute
- Campus Concept Zwickau e. V. - gemeinnütziges Bildungsinstitut

Forschungszentren
- FTZ – Forschungs- und Transferzentrum e. V.
- ZKE – Zentrum für Kraftfahrzeugelektronik
- ICZ – Imaging Center Zwickau
- AZOM – Fraunhofer Anwenderzentrum für Optische Messtechnik und Oberflächentechnologien
- Ubineum
- Ostasien-Zentrum

### Fakultäten
Die Westsächsische Hochschule Zwickau gliedert sich in acht Fakultäten.
Angewandte Sprachen und Interkulturelle Kommunikation
Die Fakultät bietet den Studiengang Languages and Business Administration mit den Zielsprachen Chinesisch, Französisch und Spanisch/Portugiesisch an. Neben der Alltagssprache wird auch die Fachsprache auf hohem Niveau unterrichtet. Für alle Studierenden des Studiengangs ist Englisch die verbindliche Zweitsprache. Die internationale Orientierung wird durch ein im Curriculum verankertes Auslandsjahr unterstrichen. Zur Fakultät gehört auch der Studiengang Gebärdensprachdolmetschen.

Studiengänge: Languages and Business Administration, Gebärdensprachdolmetschen, Languages and Business Administration German-Chinese, Regionale und Europäische Projektentwicklung
Angewandte Kunst Schneeberg
In der Fakultät Angewandte Kunst Schneeberg werden sowohl wissenschaftlich-theoretische als auch künstlerisch-gestalterische Grundlagen vermittelt. Der breit angelegte Studiengang Gestaltung bietet Lehrangebote, die zu einer hohen gestalterischen und technischen Qualifikation führen. Im Studiengang Musikinstrumentenbau mit den Studienrichtungen Zupfinstrumenten- und Streichinstrumentenbau werden Kenntnisse und Fertigkeiten vermittelt, die zum Entwurf und Bau von hochwertigen, künstlerisch gestalteten Musikinstrumenten befähigen.

Studiengänge: Gestaltung (Modedesign, Holzgestaltung, Textilgestaltung), Musikinstrumentenbau, Akustik und Technologie des Musikinstrumentenbaus
Automobil- und Maschinenbau
Die Fakultät Automobil- und Maschinenbau ist eine der forschungsstärksten Fakultäten der Westsächsischen Hochschule Zwickau. Die Studiengänge sind eng mit der Entwicklung und Produktion von Kraftfahrzeugen verbunden. Zur Fakultät gehört auch das Institut für Textil- und Ledertechnik, das Studiengänge im Bereich der Textiltechnik anbietet. In die Lehre fließen Ergebnisse aus eigenen Forschungs- und Entwicklungsarbeiten ein, darüber hinaus werden interdisziplinäre Zusatzkenntnisse vermittelt.

Studiengänge: Automobilproduktion, Ingenieurpädagogik, Maschinenbau, Produktionsmanagement, Textile Technologien und Strukturen, Produktionsoptimierung, Mechatronik
Elektrotechnik
Ingenieure der Elektrotechnik werden bereits seit Gründung der Ingenieurschule 1897 in Zwickau ausgebildet. Die heutige Fakultät entspricht dem wachsenden Bedarf von Industrie und Forschungseinrichtungen nach Absolventen mit umfangreichem und anwendungsbereitem Fachwissen. Der Praxisbezug wird durch einen hohen Anteil von Labor- und Industriepraktika und eine enge Verflechtung von Ausbildung und angewandter Forschung hergestellt.

Studiengänge: Elektrotechnik, Informations- und Kommunikationstechnik, Kraftfahrzeugelektronik, Elektrische und Elektronische Systeme
Gesundheits- und Pflegewissenschaften
Die Fakultät Gesundheits- und Pflegewissenschaften vermittelt eine akademische Ausbildung im sozialen und gesundheitswissenschaftlichen Bereich. Die Studiengänge der Fakultät zeichnen sich durch eine Vermittlung von theoretischem und methodischem Wissen sowie einer hohen Sozialkompetenz aus.

Studiengänge: Gesundheitsmanagement, Pflegemanagement, Gesundheitswissenschaften, Angewandte Gesundheitswissenschaften
 Kraftfahrzeugtechnik
Die Fakultät Kraftfahrzeugtechnik versteht sich als Zentrum für die Ausbildung des Ingenieurnachwuchses in der Fahrzeugindustrie sowie als Partner in Forschung und Entwicklung. An einem der traditionsreichsten Standorte der deutschen Automobilindustrie bietet die Fakultät ein breit gefächertes Studienangebot rund um das Kraftfahrzeug.

Studiengänge: Kraftfahrzeugtechnik, Verkehrssystemtechnik, Gebäude-, Energie- und Klimatechnik, Automotive Engineering, Road Traffic Engineering
Physikalische Technik/Informatik
Die Fakultät Physikalische Technik/Informatik bietet Bachelor- und Master-Studiengänge in den Bereichen Angewandte Naturwissenschaften und Informatik an. Die Studienprogramme sind stark praxisorientiert ausgerichtet und arbeiten mit einer großen Zahl an Laborpraktika.

Studiengänge: Physikalische Technik, Informatik, Biomedizinische Technik, Digital Health, Umwelttechnik und Regenerative Energien, Nanotechnologie, Medizin- und Gesundheitstechnologie, Umwelttechnik und Recycling, Data Science, Green Engineering and Sustainable Management, Internet of Things and Smart Systems
Wirtschaftswissenschaften
Mit ihren zahlreichen Studiengängen, Instituten und Fachgruppen ist die Fakultät Wirtschaftswissenschaften die größte Fakultät der Westsächsischen Hochschule Zwickau. Die Fakultät verfügt über langjährige Kontakte zu Universitäten und Hochschulen im Ausland und arbeitet erfolgreich im Erasmus+ -Programm mit.

Studiengänge: Betriebswirtschaftslehre, Business in a Digital World, Wirtschaftsingenieurwesen, International Business, Financial Accounting Controlling & Taxation, Logistik, Management, Wirtschaftsinformatik

### Zentrale Einrichtungen

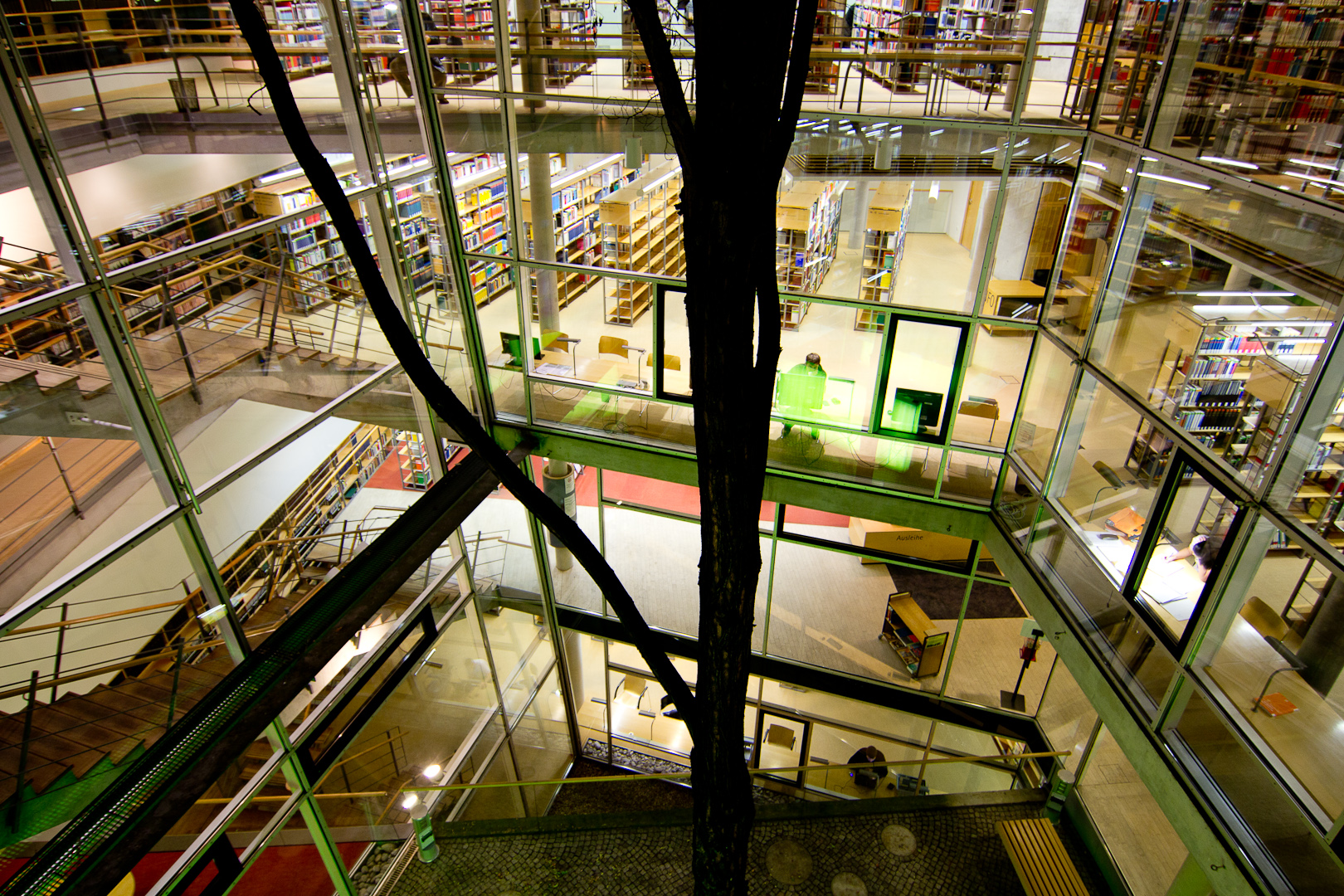
Hochschulbibliothek am Kornmarkt, Blick in den Innenhof

- Zentrum für Kommunikationstechnik und Informationsverarbeitung (ZKI)
- Hochschulbibliothek mit Hochschularchiv
- Hochschulsportzentrum
- Zentrum für neue Studienformen
- Kommunikation und Marketing
- International Office

### Formula Student
Die Formula Student ist ein internationaler studentischer Konstrukteurs-Wettbewerb, bei dem das beste Gesamtpaket aus Technik, Kosten, Vermarktung und Schnelligkeit gewinnt. Von 2007 bis 2010 nahm das WHZ-Racingteam an dieser Konkurrenz mit Verbrennungsmotor-Rennwagen teil. Die Wettbewerbe beginnen in jedem Jahr mit einem neuen Projekt, wofür Businessplan, Konstruktion, Design, fahrdynamische Tests und Rennplatzierung gewertet werden. Das Team hat national und international erfolgreich abgeschnitten.
Unter dem Motto „Innovation meets Tradition“ beteiligte sich seit 2011 das WHZ-Racingteam an der internationalen Rennserie bereits zum zweiten Mal mit einem elektrisch angetriebenen Rennwagen. Bei einer weltweiten Beteiligung von insgesamt 477 Teams belegten die Zwickauer Platz drei der Weltrangliste (Stand August 2014). Sie waren damit das weltbeste Fachhochschul- und das beste deutsche Elektroteam.

### Familiengerechte Hochschule
Das Ziel der Hochschule ist, dass Familie und Beruf bzw. Studium für Mitarbeiter oder Studenten vereinbar sind. Für dieses Engagement gilt die WHZ bereits seit 2008 als Familiengerechte Hochschule, als sie das „audit berufundfamilie“ und „familiengerechte hochschule“ erfolgreich verteidigte. 2011 wurde der Hochschule von der Stiftung „berufundfamilie“ das Zertifikat erneut verliehen.

### Weitere zugehörige Einrichtungen
- Hochschulverein Mentor e. V.
- Verein zur Förderung der Fakultät Automobil- und Maschinenbau an der Westsächsischen Hochschule Zwickau
- Informatik Förder- und Absolventenverein e. V. (IFABS)
- Hochschulchor
- Gründernetzwerk SAXEED

### Fernstudium/Berufsbegleitendes Studium
- Aufbaustudiengang Umwelttechnik und Recycling (Diplom)
- Aufbaustudiengang Wirtschaftsingenieurwesen (Diplom)
- International Business (MBA)
- Aufbaustudiengang Wirtschaftsinformatik (Diplom)
- Betriebswirtschaft (B.A.)
- Produktionsoptimierung (M.Eng.)
- Angewandte Gesundheitswissenschaften (M.Sc.)
- Angewandtes Pflegemanagement (B.Sc.)
- Pädagogik für Gesundheits- und Pflegeberufe (B.A.)

### Studentische Organisationen
- Studentenrat
- Studentenclubs: 013 e. V., Tivoli e. V., Collage e. V.[42]
- MAXX! Consulting e. V. „Studentische Vereinigung für Forschung und Beratung an der Westsächsischen Hochschule Zwickau“
- WHZ Racing Team - Formula Student Team[43]
- Akademischer Börsenverein Zwickau e. V.

## Bekannte Absolventen (Auswahl)
- Jørgen Skafte Rasmussen (1878–1964), Motorrad- und Automobilbau-Unternehmer (DKW)
- Karl Clauss Dietel (1934–2022), Form- und Produktgestalter
- Jörg Beier (1946–2021), Holzbildhauer und Künstler
- Matthias Lietz (* 1953), deutscher Politiker
- Andreas Német (* 1973), Illustrator von Kinderbüchern
- Ulrike Kramm, deutsche Chemieprofessorin